# Psychotria fusca
Psychotria fusca là một loài thực vật có hoa trong họ Thiến thảo. Loài này được (Merr.) Merr. miêu tả khoa học đầu tiên năm 1923.